# David Moravec
David Moravec (ur. 24 marca 1973 w Opawie) – czeski hokeista, reprezentant Czech, olimpijczyk. Działacz hokejowy.

## Kariera
- HC Slezan Opava (1992–1994)
- HC Vítkovice (1994–2003)
  -  Buffalo Sabres (1999)
- Łokomotiw Jarosław (2003–2004)
- HC Vítkovice (2004)
- HC Pilzno 1929 (2004–2006)
- Malmö Redhawks (2006)
- HPK (2006–2007)
- Grizzly Adams Wolfsburg (2007)
- HC Oceláři Trzyniec (2007–2009)
- HC Hawierzów (2009)
- HC Šumperk (2009)
- MHk 32 Liptovský Mikuláš (2010)
- HK Nitra (2010)
- HC Orlova (2010–2011)
- HC Karvina (2011–2013)

Wychowanek klubu Slezan w rodzinnej Opawie. Wieloletni zawodnik HC Vítkovice. Po tym, jak został najskuteczniejszym zawodnikiem ekstraligi czeskiej 1997/1998 i zdobył z Czechami złoty medal olimpijski w 1998 w drafcie NHL z 1998 został wybrany przez Buffalo Sabres. Rok później 2 października 1999 w barwach tego zespołu rozegrał swój jedyny mecz w NHL. Przez wiele lat grał w czeskiej ekstralidze, a ponadto w superlidze rosyjskiej, słowackiej ekstralidze, szwedzkiej Allsvenskan, niemieckiej DEL.
Uczestniczył w turniejach mistrzostw świata w 1997, 1998, 1999, 2001, 2002 oraz zimowych igrzysk olimpijskich 1998.
Po zakończeniu kariery w 2012 był menadżerem kadry Czech do lat 18. Od 2012 prezes klubu HC Karviná.

## Sukcesy
Reprezentacyjne
- Brązowy medal mistrzostw świata: 1997, 1998
- Złoty medal zimowych igrzysk olimpijskich: 1998
- Złoty medal mistrzostw świata: 1999, 2001

Klubowe
- Srebrny medal mistrzostw Czech: 1997, 2002 z HC Vítkovice
- Brązowy medal mistrzostw Czech: 1998, 2001 z HC Vítkovice
- Puchar Tatrzański: 2002 z HC Vítkovice
- Złoty medal mistrzostw Allsvenskan: 2006 z Malmö Redhawks
- Awans do Elitserien: 2006 z Malmö Redhawks
- Brązowy medal mistrzostw Finlandii: 2007 z HPK
- Finał Pucharu Mistrzów: 2007 z HPK

Indywidualne
- Ekstraliga czeska 1997/1998:
  - Pierwsze miejsce w klasyfikacji strzelców: 38 goli
  - Pierwsze miejsce w klasyfikacji kanadyjskiej: 64 punkty
- Mistrzostwa świata w 2001:
  - Zdobywca zwycięskiego gola w meczu finałowym
  - Najbardziej Wartościowy Zawodnik (MVP) turnieju
- 2. liga czeska 2011/2012
  - Skład gwiazd